# 织肋平锉蛤
织肋平锉蛤（学名：Limatula textilis），是莺蛤目狐蛤科平锉蛤属的一种。主要分布于中国大陆，常栖息在水深260米、砂质底质。